# Саботаж (фільм, 2014)
Саботаж (англ. Sabotage) — американський бойовик 2014 року. Вільна екранізація роману Агати Крісті «І не лишилось жодного». Прем'єра фільму у США відбулася 28 березня 2014, в Україні — 17 квітня 2014.

## Сюжет
Джон «Брічер» Вортон — керівник групи спеціальних операцій, до складу якої також входять Джеймс «Монстр» Мюррей, його дружина Ліззі, Джо «Гріндер» Філіпс, Джуліус «Шугар» Едмондс, Едді «Нек» Джордан, Том «Піро» Робертс, Брайс «Трайпод» Макнілі та «Смок» Дженнінгс.
Група проводить рейд по знищенню наркокартелю. Під час рейду гине один з бійців команди — «Смок», а його товариші привласнюють 10 мільйонів  доларів готівки картелю та ховають їх. Решту грошей показово підривають, щоб заплутати сліди.
Коли встановлюється факт зникнення грошей, призначається розслідування, а члени команди відстороняються від виконання службових обов'язків. Проведене розслідування не знаходить доказів причетності членів команди до зникнення грошей і через пів року вони повертаються на службу.
Через деякий час у власному будинку на колесах на залізничному переїзді гине «Піро». У ході відкритої справи детективи поліції починають допитувати товаришів загиблого, але виявляють вбивство «Нека» та «Трайпода». За способами вбивства, поліція визнає спосіб дії картелю, а «Брічер» припускає, що картель полює на його команду через викрадені гроші.
Члени команди починають підозрювати один одного. Трапляється ще декілька вбивств. Детектив поліції починає розуміти, що цими вбивствами хтось підставляє картель. Також з'ясовується, що свого часу сім'ю «Брічера» викрали та вбили бойовики картелю.
Під час чергової зустрічі команди, між її членами виникає сварка та Ліззі вбиває «Гріндера», а дещо згодом — «Монстра».
Детектив поліції разом із «Брічером» переслідують Ліззі та «Шугара», який виступає на її боці. Під час погоні «Шугар» гине у транспортній пригоді. «Брічер» вбиває Ліззі та зникає до прибуття місцевої поліції.
Через кілька тижнів «Брічер» у Мексиці за допомогою викрадених грошей підкупає місцевого поліцейського та ідентифікує вбивцю своєї сім'ї. Він знаходить та вбиває його в одному з барів, після чого сідає за столик, запалюючи сигару та чекаючи своєї долі.

## У ролях
| Актор                | Роль                          |
| -------------------- | ----------------------------- |
| Арнольд Шварценеггер | Джон "Бічер" Вертон           |
| Сем Вортінгтон       | Джеймс "Монстр" Мюррей        |
| Олівія Вільямс       | Керолайн Брентвуд             |
| Мірей Інос           | Ліззі Мюррей                  |
| Джо Манганьєлло      | Джозеф Філліпс                |
| Гарольд Перріно      | Даріус Джексон                |
| Мартін Донован       | Флойд Демель                  |
| Джош Голловей        | Едді "Нек" Джордан            |
| Терренс Говард       | Джуліус "Солоденький" Едмондс |

## Критика
Загалом фільм отримав негативні відгуки. Критики високо оцінили гру Шварценеггера, але розкритикували «виснажливе насильство».